# كريس هدسون
كريس هدسون (بالإنجليزية: Chris Hudson)‏ هو لاعب كرة قدم أمريكية أمريكي، ولد في 6 أكتوبر 1971 في هيوستن في الولايات المتحدة.

## وصلات خارجية
- كريس هدسون على موقع مرجع كرة القدم المحترفة.كوم (الإنجليزية)